# São Miguel do Tocantins
São Miguel do Tocantins är en kommun i Brasilien.   Den ligger i delstaten Tocantins, i den centrala delen av landet, 1 100 km norr om huvudstaden Brasília. Antalet invånare är 10 490.
Omgivningarna runt São Miguel do Tocantins är huvudsakligen savann. Runt São Miguel do Tocantins är det ganska glesbefolkat, med 23 invånare per kvadratkilometer.